# Laurel (Maryland)
Laurel ist eine Stadt im Prince George’s County im US-Bundesstaat Maryland, etwa auf halber Strecke zwischen der US-Bundeshauptstadt Washington, D.C. und Baltimore, der größten Stadt Marylands. Das U.S. Census Bureau hat bei der Volkszählung 2020 eine Einwohnerzahl von 30.060 auf einer Fläche von 9,9 km² ermittelt.

## Verkehr
Laurel wird von Norden nach Süden vom berühmten U.S. Highway 1 durchquert, der Key West in Florida mit Fort Kent in Maine an der kanadischen Grenze verbindet. Im Westen ist die Interstate 95, auch sie verläuft von Florida bis Maine, die Stadtgrenze Laurels. Im Osten liegt der Baltimore-Washington Parkway. In West-Ost-Richtung werden diese Straßen von Maryland State Highway 198 (MD 198) gekreuzt.

## Wirtschaft
In Laurel ist das Applied Physics Laboratory angesiedelt, das die Daten der zum Pluto entsandten Raumsonde New Horizons auswertet.

## Wissenswertes
- Am 15. Mai 1972 wurde George Wallace, damals Gouverneur von Alabama und Präsidentschaftskandidat der Demokratischen Partei, in Laurel während einer Wahlkampfveranstaltung niedergeschossen. Wallace blieb gelähmt.

## Persönlichkeiten

### Söhne und Töchter der Stadt
- Bill Green (* 1960), Hammerwerfer
- Andrew Maynard (* 1964), Boxer
- Tiffany McCarty (* 1990), Fußballspielerin
- Juliette Whittaker (* 2003), Mittelstreckenläuferin

### Persönlichkeiten mit Bezug zur Stadt
- Barnes Compton (1830–1898), Politiker; lebte seit 1880 in Laurel
- Breckinridge Long (1881–1958), Diplomat; starb in Laurel
- Myla Goldberg (* 1971), Autorin und Musikerin; wuchs in Laurel auf
- Greg Merson (* 1987), Pokerspieler; lebt in Laurel